# ギルメイ・ゲブレスラシエ
ギルメイ・ゲブレスラシエ（Ghirmay Ghebreslassie、1995年11月14日 - ）は、エリトリアの陸上競技選手。専門は長距離走。

## 人物
ジュニア世代より頭角を現し、2013年の世界クロスカントリー選手権大会（ブィドゴシュチュ／ポーランド）ではジュニア8km 部門で21分50秒のタイムで走り7位入賞を果たした。
2014年の世界ハーフマラソン選手権大会（コペンハーゲン／デンマーク）では個人7位入賞、団体戦優勝を果たした。
さらに、2015年の北京世界陸上では、男子マラソンの個人優勝を果たし、母国に初めての金メダルを獲得した。翌2016年のリオデジャネイロ オリンピックでは、エリウド・キプチョゲ、フェイサ・リレサ、ゲーレン・ラップに次ぐ4位となった。